# Town of Victoria Park
Town of Victoria Park is een Local Government Area (LGA) in Australië in de staat West-Australië in de agglomeratie van Perth. Town of Victoria Park telde 36.889 inwoners in 2021. De hoofdplaats is Victoria Park.